# NGC 7240
NGC 7240 est une galaxie lenticulaire située dans la constellation du Lézard. Sa vitesse par rapport au fond diffus cosmologique est de 5 672 ± 60 km/s, ce qui correspond à une distance de Hubble de 83,7 ± 6,0 Mpc (∼273 millions d'al). NGC 7240 a été découverte par l'astronome français Édouard Stephan en 1873.
Le professeur Seligman note que NGC 7240 est quelquefois confondue avec la galaxie IC 1441, située au nord-ouest.
À ce jour, trois mesures non basées sur le décalage vers le rouge (redshift) donnent une distance de 67,700 ± 9,057 Mpc (∼221 millions d'al), ce qui est à l'intérieur des valeurs de la distance de Hubble. Cette distance est tout juste à l'extérieur des valeurs de la distance de Hubble. Notons que c'est avec la valeur moyenne des mesures indépendantes, lorsqu'elles existent, que la base de données NASA/IPAC calcule le diamètre d'une galaxie et qu'en conséquence le diamètre de NGC 7240 pourrait être d'environ 33,0 kpc (∼108 000 al) si on utilisait la distance de Hubble pour le calculer.